# 異国船打払令
異国船打払令（いこくせんうちはらいれい）とは、江戸幕府が1825年（文政8年）に発した外国船追放令である。無二念打払令（むにねんうちはらいれい）、外国船打払令（がいこくせんうちはらいれい）、文政の打払令（ぶんせいのうちはらいれい）とも言う。1842年（天保13年）に「薪水給与令（天保の薪水給与令）」が発令されると廃止された。

## 背景
1806年（文化3年）、幕府は「文化の薪水給与令」を出し、異国船には薪水や食料を与え、事を荒立てない方針をとった。
しかし、文化3年（1806年）と文化4年（1807年）の文化露寇（フヴォストフ事件）を受けて撤回され、代わりに1807年にロシア船を厳しく打払う「ロシア船打払令」が出され、1808年10月（文化5年8月）にフェートン号事件が起き、1824年（文政7年）には大津浜事件と宝島事件が起きた。こうした状況の中で打払令が出された。
フェートン号事件と大津浜事件との間においてイギリスは熱心に開国を試みた。1816年（文化13年）には琉球に通商を請い、1817年（文化14年）から1822年（文政5年）まで浦賀に何度も船をよこしていた。
打払令が出された1825年（文政8年）は、イングランド銀行からヨーロッパを巻き込む恐慌（Panic of 1825〈英語版〉）が起こった。
この3年後にはシーボルト事件が起きた。

## 内容
日本の沿岸に接近する外国船は見つけ次第に砲撃し、追い返すよう定めた。また、上陸外国人については逮捕又は処罰を命じている。清・朝鮮・琉球の船は対象外で、オランダ船は長崎以外では打ち払うとされた。
しかし、日本人漂流漁民音吉・庄蔵・寿三郎ら7人を送り届けてきたアメリカ合衆国商船モリソン号をイギリスの軍艦と誤認して砲撃したモリソン号事件は日本人にも批判された。また、日本では大国と認識されていた清がアヘン戦争で惨敗した事実により、幕府は西洋の軍事力の強大さを認識し、1842年（天保13年）には異国船打払令を廃止し、遭難した船に限り補給を認めるという「天保の薪水給与令」を出して、文化の薪水給与令の水準に戻すことになった。
阿部正弘の政権の下では外国船の出没が頻繁になったため、打払令の復活の可否が議論された。しかし、沿岸警備の不十分さを理由に打払令の復活は撤回された。